# العلاقات الجيبوتية الغيانية
العلاقات الجيبوتية الغيانية هي العلاقات الثنائية التي تجمع بين جيبوتي وغيانا.

## مقارنة بين البلدين
هذه مقارنة عامة ومرجعية للدولتين:
| وجه المقارنة                                              | جيبوتي                    | غيانا        |
| --------------------------------------------------------- | ------------------------- | ------------ |
| المساحة (كم2)                                             | 23.20 ألف                 | 214.97 ألف   |
| عدد السكان (نسمة)                                         | 956.99 ألف                | 777.86 ألف   |
| الكثافة السكانية (ن./كم²)                                 | 41.25                     | 3.62         |
| العاصمة                                                   | جيبوتي                    | جورج تاون    |
| اللغة الرسمية                                             | لغة فرنسية، اللغة العربية | لغة إنجليزية |
| العملة                                                    | فرنك جيبوتي               | دولار غياني  |
| الناتج المحلي الإجمالي (بليون دولار)                      | 1.84 مليار                | 3.68 مليار   |
| الناتج المحلي الإجمالي (تعادل القوة الشرائية) بليون دولار | 3.10 مليار                | 5.77 مليار   |
| الناتج المحلي الإجمالي الاسمي للفرد دولار أمريكي          | 1.95 ألف                  | 4.13 ألف     |
| الناتج المحلي الإجمالي للفرد دولار أمريكي                 | 3.27 ألف                  |              |
| مؤشر التنمية البشرية                                      | 0.470                     |              |
| رمز المكالمات الدولي                                      | +253                      | +592         |
| رمز الإنترنت                                              | .dj                       | .gy          |
| المنطقة الزمنية                                           | ت ع م+03:00               | 00           |

## منظمات دولية مشتركة
يشترك البلدان في عضوية مجموعة من المنظمات الدولية، منها:
| علم المنظمة | اسم المنظمة                                 | تاريخ انضمام جيبوتي | تاريخ انضمام غيانا |
| ----------- | ------------------------------------------- | ------------------- | ------------------ |
|             | مؤسسة التنمية الدولية                       | 1 أكتوبر 1980       | 4 يناير 1967       |
|             | يونسكو                                      | 31 أغسطس 1989       | 21 مارس 1967       |
|             | وكالة ضمان الاستثمار متعدد الأطراف          | 12 يناير 2007       | 18 يناير 1989      |
|             | الأمم المتحدة                               | 20 سبتمبر 1977      | 20 سبتمبر 1966     |
|             | مجموعة دول أفريقيا والكاريبي والمحيط الهادئ | ?                   | ?                  |
|             | الاتحاد البريدي العالمي                     | ?                   | ?                  |
|             | البنك الدولي للإنشاء والتعمير               | 1 أكتوبر 1980       | 26 سبتمبر 1966     |
|             | الاتحاد الدولي للاتصالات                    | 22 نوفمبر 1977      | 8 مارس 1967        |
|             | منظمة حظر الأسلحة الكيميائية                | ?                   | ?                  |
|             | مؤسسة التمويل الدولية                       | 1 أكتوبر 1980       | 4 يناير 1967       |
|             | منظمة التجارة العالمية                      | ?                   | ?                  |
|             | منظمة الشرطة الجنائية الدولية               | ?                   | ?                  |

## وصلات خارجية
- موقع وزارة الخارجية الغيانية